# روبلین
روبلین (به چکی: Roblín) یک منطقهٔ مسکونی در جمهوری چک است که در ناحیه پراگ-غرب واقع شده‌است. روبلین ۵٫۶۱ کیلومتر مربع مساحت و ۲۱۰ نفر جمعیت دارد و ۳۶۸ متر بالاتر از سطح دریا واقع شده‌است.